# Spannungsgesteuerter Kaliumkanal der KQT-Subfamilie 4
Spannungsgesteuerter Kaliumkanal der KQT-Subfamilie 4 (auch Untereinheit Kv7.4 des spannungsgesteuerten Kaliumkanals) ist ein Protein, das vom Gen KCNQ4 kodiert wird. Es formt einen Kaliumkanal, der wohl eine entscheidende Rolle bei der Erregbarkeit von Nervenzellen spielt, besonders bei den Sinneszellen in der Gehörschnecke. Der Kanal kann dabei entweder nur aus Polymeren des KCNQ4-Proteins bestehen oder auch Proteine des KCNQ3-Gens enthalten.
KCNQ4 wird durch Linopirdin, XE991 und Bepridil blockiert und durch ML213 aktiviert und geöffnet. Clofilium hat dagegen keinen Effekt.